# Microsoft Inspire
Microsoft Inspire, (tiền thân là Hội nghị Đối tác Toàn cầu Microsoft, và trước đây viết tắt là WPC), là một hội nghị tổ chức hàng năm bởi Tập đoàn Microsoft cho cộng đồng đối tác của mình. Tại Inspire, các đối tác có thể tìm hiểu về lộ trình của Microsoft cho năm sắp tới, mạng lưới và xây dựng các kết nối, chia sẻ kinh nghiệm, trải nghiệm những sáng kiến sản phẩm mới nhất cũng như học hỏi các kỹ năng và kỹ thuật mới. Ngoài ra còn có các keynote chủ đạo từ giám đốc điều hành mới của Microsoft, những người phát ngôn về những tính năng mới, các dịch vụ theo dõi kinh doanh, cùng hàng chục đến trăm phiên làm việc con.

## Lịch sử
Sự kiện đã kéo dài được 14 năm, tính từ 2003. Tuy nhiên trước năm 2003, nó là hai sự kiện khác nhau, Microsoft Fusion và Microsoft Business Solutions Stampede.
| Năm  | Tháng | Ngày  | Nơi tổ chức                                              | Địa điểm                | Số lượng người tham gia                         |
| ---- | ----- | ----- | -------------------------------------------------------- | ----------------------- | ----------------------------------------------- |
| 2002 | 7     | 12–15 | Trung tâm Hội nghị Los Angeles                           | Los Angeles             | 4,700                                           |
| 2003 | 10    | 9–11  | Trung tâm Hội nghị Morial                                | New Orleans             | 5,500                                           |
| 2004 | 7     | 11–13 | Trung tâm Hội nghị Metro Toronto                         | Toronto, Canada         | 5,500 người tham gia                            |
| 2005 | 7     | 8–10  | Trung tâm Hội nghị Minneapolis                           | Minneapolis             | 10,000 người tham gia 6,500 nhân viên Microsoft |
| 2006 | 8     | 11–13 |                                                          | Boston                  | [ 7 ]                                           |
| 2007 | 7     | 10–12 | Trung tâm Hội nghị Colorado                              | Denver                  | [ 8 ] [ 9 ]                                     |
| 2008 | 7     |       |                                                          | Houston                 | [ 10 ]                                          |
| 2009 | 7     | 13    | Trung tâm Hội nghị New Orleans Morial                    | New Orleans             | [ 11 ]                                          |
| 2010 | 7     | 11–15 | Trung tâm Hội nghị Washington                            | Washington, D.C.        | 13,000                                          |
| 2011 | 7     | 10–14 |                                                          | Los Angeles, California | [ 14 ] [ 15 ]                                   |
| 2012 | 7     | 8–12  | Trung tâm Hội nghị Metro Toronto và Trung tâm Air Canada | Toronto, Ontario        | 15,000                                          |
| 2013 | 7     | 7–11  |                                                          | Houston, Texas          | [ 15 ]                                          |
| 2014 | 7     | 13–17 | Trung tâm Hội nghị Walter E. Washington                  | Washington, D.C.        |                                                 |
| 2015 | 7     | 12–16 | Trung tâm Hội nghị Orange County                         | Orlando, Florida        |                                                 |
| 2016 | 7     | 10–14 | Trung tâm Hội nghị Metro Toronto và Trung tâm Air Canada | Toronto, Canada         |                                                 |
| 2017 | 7     | 9–13  | Trung tâm Hội nghị Walter E. Washington                  | Washington, D.C.        | 16.000                                          |
| 2018 | 7     | 14–19 | Trung tâm Hội nghị Mandalay Bay                          | Las Vegas, Nevada       | 17.000                                          |
| 2019 | 7     | 13–19 | Trung tâm Hội nghị Mandalay Bay                          | Las Vegas, Nevada       |                                                 |

Vào tháng 12 năm 2016, Microsoft thông báo là WPC đã được đổi tên thành Microsoft Inspire. Hội nghị năm 2017 diễn ra trong khoảng từ ngày 9 đến ngày 13 tháng 7 tại Washington, D.C.